# Ceratina tarsata
Ceratina tarsata är en biart som beskrevs av Morawitz 1872. Ceratina tarsata ingår i släktet märgbin, och familjen långtungebin. Inga underarter finns listade i Catalogue of Life.